# Alexandra Staszko
Alexandra Staszko est une créatrice de costumes polonaise.

## Filmographie
- 2013 : Ida de Paweł Pawlikowski
- 2009 : Moja krew de Marcin Wrona
- 2008 : Jak żyć? de Szymon Jakubowski
- 2007 : Un conte d'été polonais de Andrzej Jakimowski
- 2003 : Les Yeux entr'ouverts de Andrzej Jakimowski

## Récompenses et distinctions
- Aigle du meilleur costume en 2003 pour Plisse les yeux